# Begrebsordbog
En begrebsordbog eller tesaurus er en emnemæssig (snarere end alfabetisk) ordnet liste af ord, termer, begreber.
Det kan være et hjælpemiddel til at fremfinde dokumenter fra en database eller fra Internettet. Metoden kan især være anvendelig, hvis man møder stilhed, dvs. får et lille antal irrelevante svar. Man kan i så fald udvide sit begreb med overbegreber eller relaterede begreber. Omvendt kan man i tilfælde af støj, dvs. mange fejlagtige svar, indsnævre sin søgning med underbegreber.

## Historie
De første ordbøger var ordnet emnemæssigt frem for alfabetisk og var således begrebsordbøger.
Den første begrebsordbog — eller tematisk ordnet ordbog — til dansk angives at være Jon Tursens dansk-latinske Vocabularius rerum udgivet i 1561.
Her var der 44 emneopdelte afsnit.
Længere fremme i historien er det særligt Peter Mark Rogets engelske Thesaurus der udkom første gang i 1852 som har defineret den moderne begrebsordbog og været inspirationskilde.
En moderne dansk begrebsordbog blev begyndt af skolelærer Viggo Petersen.
Den blev ikke færdiggjort før hans død i 1929, men Harry Andersen overtog ansvaret og i 1945 udkom arbejdet som Dansk Begrebsordbog.
Fra 2010 til 2015 blev der i Det Danske Sprog- og Litteraturselskab med Sanni Nimb som hovedredaktør arbejdet på en ny dansk begrebsordbog.
Resultatet udkom den 6. februar 2015 som den 3 kilo tunge Den Danske Begrebsordbog.

## Opbygning
Den moderne begrebsordbog består oftest af to overordnede dele:
En semantisk del hvor ord er ordnet under begreber og en del som fungere som stikordsregister til begreberne i den første del og hvor ordene er sorteret alfabetisk.
Her adskiller begrebsordbogs sig fra synonymordbogen, der sædvanligvis oplister ord og deres synonymer alfabetisk.
I Den Danske Begrebsordbog er første del på godt 500 siden, mens anden del er på 850 sider.
5. udgave af den engelske Roget's International Thesaurus har en semantisk del på 832 sider og et indeks på 465 sider.
Den semantiske del er sædvanligvis underopdelt i en række kapitler.
Den Danske Begrebsordbog har 22 sådanne kapitler. Blandt disse er "Liv", "Størrelse, mængde, tal, grad", "Tid", "Tænkning", "Apparater, teknik".
Roget's International Thesaurus har 15 kapitler, for eksempel "The body and the senses", "Feelings", "The mind and ideas" og "Science and technology".
Under hver kapitel ordnes afsnit der hver omfatter et begreb.
Disse afsnit opdeler sædvanligvis ordene efter ordklasse: navneord, udsagnsord, tillægsord, biord og eventuelt øvrige.
Sammenblanding af ordklasser er et andet aspekt der adskiller begrebsordbogen fra den sædvanlige synonymordbog.
Under hver ordklasse er de individuelle ord opstillet.
Ordene i disse lister kan være yderligere underopdelt efter underbegreb ved hjælp af tegnsætning eller nummerering. Hovedord og begreber kan være fremdraget med fed skrift.
De moderne begrebsordbøger angiver sædvanligvis ikke begrebsrelationer mellem begreberne.
De individuelle ord kan dog være karakteriseret af sprogstil.
Som et eksempel er afsnittet 4.12 i Den Danske Begrebsordbog begrebet "Høj" under kapitlet "Størrelse, mængde, tal, grad". Under navneord angives:
"højde, legemshøjde, mandshøjde, ... niveau, plan, gadeniveau ... højdepunkt, høj, forhøjning, højning, ...
Her kan "legemeshøjde" og "gadeniveau" næppe kaldes synonymer, men har trods alt en vis begrebmæssig relation gennem høj begrebet.
Underafsnittet med udsagnsord har:
"forhøje, gøre højere, ... hæve sig, ... knejse, ..."
Under tillægsordene finder man:
"høj, middelhøj, halvhøj, ... højtragende, ... stor, gigantisk, ...
Mens biordene har:
"opad, op, i vejret, ..., højt oppe, ..., i højderne, ..."
Under "Høj" har Den Danske Begrebsordbog en reference til afsnittet "Lav" og flere andre afsnit, men ingen angivelse af at "lav" er et antonym til "høj".

## Begrebsrelationer
Til ethvert ord/begreb kan der høre:
- PT: (engelsk: Preferred Term): Foretrukken term.
- BT: (engelsk: Broader Term): Bredere term eller overbegreb
- NT: (engelsk: Narrower Term): "Nøjere" eller snævrere term eller underbegreb
- RT: (engelsk: Related Term): Anden type relation end BT og NT, beslægtet term
- UF: (engelsk: Used For): Brugt for eller synonym til mindre foretrukne termer
- USE: (engelsk: Use): Brug en foretrukken term

## Udvalgte udgaver

### Dansk
- Sanni Nimb, red. (6. februar 2015), Den Danske Begrebsordbog, Det Danske Sprog- og Litteraturselskab, Syddansk Universitetsforlag, ISBN 978-87-7533-031-7, Wikidata  Q59159613 : Et omfangsrigt etbindværk
- Harry Andersen, red. (1945), Dansk Begrebsordbog, København: Munksgaards Forlag, Wikidata  Q81711407 :
- Georg C. Brun (1998), Modsætninger i sproget, Frydenlund, ISBN 87-7887-024-0, Wikidata  Q81813638 : Ganske kortfattet begrebsordbog med blot 1063 opslag og deres antonymer

### Andre sprog
- Robert L. Chapman, red. (1992), Roget's International Thesaurus, HarperCollins, ISBN 0-06-270014-6, OL 22386721M, Wikidata  Q81709335 : Nyere udgave af Rogets Thesaurus
- Franz Dornseiff (2004), Der deutsche Wortschatz nach Sachgruppen, Walter de Gruyter, ISBN 978-3-11-017921-7, OCLC 917433650, OL 22105634M, Wikidata  Q81855926 : Tysk begrebsordbog